# Valmiki
Valmiki (Sanskriet: वाल्मीकि, vālmīki) (circa 400 voor Christus, Noord-India) wordt gezien als de eerste grote dichter van het Sanskriet, ook wel Adi Kavi genoemd, hetgeen Eerste dichter betekent.

## Leven en werken
Valmiki was in zijn jonge jaren een rover die op gegeven moment de tekst van de heilige sage Narada stal. Door het lezen van de sage kwam hij echter tot inkeer en wijdde zich aan hindoegod Brahma. Als een vorm van boetedoening trok hij zich jarenlang terug om te mediteren, totdat een goddelijke stem hem genade schonk. Daarna trok hij rond om zijn inzichten te prediken, maar ook stelde hij ze op papier.
Valmiki wordt beschouwd als de schrijver van het poëtische epos Ramayana en de Yoga Vasishtha, waarmee hij tevens beschouwd kan worden als een voorloper van de Vendanta-filosofie en de daarop stoelende Jnana yoga. 